# Historia Poznania 1815–1848

## Nowa sytuacja
Podział Księstwa Warszawskiego dokonany na kongresie wiedeńskim sprawił, że Poznań stał się stolicą, formalnie autonomicznego Wielkiego Księstwa Poznańskiego pod panowaniem pruskich królów. W rzeczywistości miasto zostało odcięte od reszty ziem dawnej Rzeczypospolitej, stając się jednocześnie peryferyjnym miastem państwa pruskiego.

## Rozwój miasta
Prowincjonalny charakter Poznania sprawił, że Poznań aż do 1820 r. musiał czekać na dokonanie nowych pomiarów mających stanowić podstawę do opracowania nowego planu dalszego rozwoju miasta. Do tego czasu korzystano z ramowego planu opracowanego jeszcze przed 1806 r. przez Davida Gilly’ego.
Podstawowym zadaniem było połączenie w jeden organizm Starego Miasta w jego średniowiecznych granicach z Górnym Miastem wytyczonym przez Gilly’ego. Do 1815 r. komunikację zapewniały jedynie przechodzące przez bramy miejskie ulice Wrocławska i Wroniecka. Powstał wówczas projekt przebicia, a właściwie przywrócenia istniejącej w średniowieczu ul. Nowej (dziś Paderewskiego), jednak wygórowana cena, jakiej żądał właściciel parceli, sprawiła, że ulica Nowa powstała dopiero w 1839 r. Ulica ta była ważna z tego powodu, że przywracała pierwotny układ ulic w obrębie rynku, łącząc go z placem Wilhelmowskim (dziś Wolności), a dalej przedłużając się w Trakt Berliński (dziś 27 Grudnia).
W tym okresie zabudowywano również Górne Miasto, o czym świadczy wytyczenie w jego obrębie nowych placów: Sapieżyńskiego (dziś Wielkopolski) i Nowomiejskiego (dziś Cyryla Ratajskiego). Powstały także nowe ulice na zewnątrz murów: Magazynowa (dziś Solna), Młyńska, Działowa, Małe Garbary i Stawna. W tym okresie rozpoczęto również rozbiórkę murów i bram: Wrocławskiej (w 1816), Wronieckiej (w dwóch etapach: 1832 i 1846 r.) i Wodnej (w 1827). Ciemną kartą jest natomiast rozbiórka wielu średniowiecznych świątyń. Zburzono kolegiatę św. Mikołaja, kościoły św. Barbary i św. Wawrzyńca, stary kościół Wszystkich Świętych, kaplicę św. Anny w pobliżu kościoła bernardynów oraz kościół przy szpitalu św. Łazarza na Wildzie.

## PowstanieFestung Posen
Pierwsze pomysły przekształcenia Poznania w twierdzę pojawiły się już tuż po kongresie wiedeńskim. Szef sztabu pruskiej armii gen. Karl von Grolman podczas pobytu w mieście 9 lipca 1816 sporządził szkice proponowanej twierdzy, w raporcie z 22 maja 1817 uzasadniał wagę terenów między Wartą a Notecią oraz Poznania jako kluczowych w zachowaniu połączenia pomiędzy Prusami Zachodnimi a Śląskiem. Co więcej Wielkie Księstwo graniczyło z najbardziej na zachód wysuniętym skrajem Imperium Rosyjskiego położonym jednocześnie najbliżej Berlina. Twierdza miała również pełnić punkt oparcia dla pruskich sił w zamieszkanej głównie przez Polaków prowincji.
Początkowo Twierdza Poznań miała się składać z dwóch elementów: Większego fortu usytuowanego na Wzgórzu Winiarskim, oraz mniejszego, leżącego na przeciwległym brzegu Warty przy klasztorze reformatów. Dwie fortece połączyć miała droga z mostem śluzowym przecinającym Wartę. Mostu miały bronić umocnione przyczółki oraz mały fort położony na Ostrowie Tumskim.
Prace nad planem przeciągały się jednak i dopiero po 10 latach, w 1827 r. mjr Johann Leopold Ludwig Brese, szef wydziału inżynieryjnego ministerstwa wojny, został wyznaczony do opracowania szczegółowego planu twierdzy. Plan ten został zaakceptowany przez Fryderyka Wilhelma III 14 sierpnia 1828 r.
Ostateczna decyzja obudowie zapadła 3 kwietnia 1828. A już 23 czerwca ruszyły prace nad olbrzymim, bo zajmujący ok. 100 ha, poligonalnym fortem-cytadelą usytuowanym na Wzgórzu Winiarskim. Na Cytadelę składał się kompleks koszar, w tym redutę koszarową, czyli Kernwerk, otaczających duży plac oraz system obronny oparty na założeniach Marca de Montalemberta. Aby rozpocząć pracę wysiedlono mieszkańców wsi Winiary i Bonin przesiedlając ich na północny zachód, do dzisiejszych części Poznania Winiary i Bonin. Jeszcze w marcu 1829 ruszyły prace nad uregulowaniem biegu Warty w okolicy Cytadeli i budową Wielkiej Śluzy. Koryto przesunięto na zachód na odcinku od ujścia Bogdanki po Szeląg. Prace te były dużym przedsięwzięciem logistycznym. Wapno sprowadzano drogą wodną z Gorzowa, cegły wyrabiano w dwóch cegielniach (w pobliżu Winiar i na Ratajach), a drewno pozyskiwano w okolicznych lasach.
Przerwę w budowie stanowiło powstanie listopadowe. Obawiając się przeniesienia walk na teren Wielkiego Księstwa zmobilizowano twierdzę, jednak prace nie były jeszcze na tyle posunięte, by nowa twierdza mogła pełnić swoją funkcję. W związku z tym prowizorycznie ufortyfikowano Wzgórze św. Wojciecha. Przerwa przeciągnęła się do 1832 r., gdy zakończono demobilizację. Podjęto wówczas przerwane prace nad Fortem Winiary, a także rozpoczęto prace nad umocnieniami na Ostrowie Tumskim, oraz nad Małą Śluzą, przecinającą Wierzbak wraz z broniącym ją Fortem św. Wojciecha. Powstała również kolejna cegielnia, tym razem w Żabikowie, od której do Warty wiodła linia kolei konnej (cegły transportowano dalej drogą wodną). Budowa Fortu św. Wojciecha wymogła likwidację cmentarza ewangelickiego co wiązało się z ekshumacja 4000 mogił. Postęp prac sprawił, że 1 października 1834 Twierdza Poznań została zaliczona do twierdz II klasy. Prace nad wykończeniem Fortu Winiary trwały jednak jeszcze do 1838 r. W 1836 r. rozpoczęto natomiast budowę Fortu na prawym brzegu Warty na Śródce, a w 1838 r. leżącej w pobliżu Bramy Bydgoskiej oraz leżącego na Ostrowie Tumskim Fortu Radziwiłł. Wszystkie te prace zakończono w 1839 r. i ten rok uznaje się za zakończenie pierwszego etapu budowy twierdzy, ale dopiero w 1840 rozpoczęto wznoszenie leżącego w pobliżu Miasteczka Fortu św. Rocha oraz prac ziemnych na prawym brzegu Warty łączących Forty św. Rocha i Reformatów.
Drugi etap budowy twierdzy rozpoczął się 11 marca 1839 r., gdy Fryderyk Wilhelm III wydał zezwolenie na budowę umocnień łączących istniejące na północ od miasta i biegnących łukiem na zachód od Poznania i dochodzących do Warty na południe od niego. Miała to być linia złożona z wału i systemu fos wzmocnionych sześcioma fortami, oraz leżącymi między nimi nadszańcami. W nadszańcach znajdowały się bramy: Dębińska, Wildecka, Berlińska i Królewska. Pozostałe bramy na lewym brzegu: Szelągowska, Cmentarna i Młyńska znajdowały w obrębie fortyfikacji wzniesionych w I etapie. Na prawym brzegu wzmacniano natomiast istniejące już fortyfikacje, w tym trzy bramy: Bydgoską, Warszawską i Kaliską. Wszelkie prace wstrzymano w związku z mobilizacją armii w 1848 w związku z Wiosną Ludów.
Powstanie szczelnego pierścienia fortyfikacji miało dwojaki wpływ na układ urbanistyczny. Z jednej strony wymuszało integrację połączonej w 1800 w jedno miasto. Wewnątrz umocnień pozostało jedynie ok. 50 ha niezabudowanych parceli, z których cześć zarezerwowano pod koszary i magazyny wojskowe. Większość obszarów zajętych przez armię leżało w okolicy Wzgórza św. Wojciecha oraz ul. Wałowej (dziś Kościuszki). Stajnie artyleryjskie powstały natomiast na parceli przy ul. Wielkiej Rycerskiej (dziś Ratajczaka), która obecnie zajmuje Biblioteka Uniwersytecka. Zajęto również dwa kościoły: kościół i klasztor karmelitów bosych oraz kościół katarzynek. Popyt na ziemię zwiększył się tym bardziej, że część chłopów z likwidowanych zabudowań w strefie umocnień przeniesiono do miasta. Aby ten problem rozwiązać wydano 26 czerwca 1838 nowy regulamin zabudowy wewnątrz fortyfikacji, który uprzywilejowywał budowanie kamienic wielokondygnacyjnych. Wszystkie budowle musiały być murowane, kryte niepalnym materiałem, a ich fasady musiały spełniać wymogi estetyki ustalonej przez władze. Zezwolono natomiast na budowanie oficyn wewnątrz kwartałów. Wykształcił się również nowy podział miasta. Najbardziej reprezentacyjną, zamieszkaną przez najbogatszych częścią stało się Górne Miasto, zaś Stare Miasto wokół Rynku zaczęło podupadać. Rolę dzielnic proletariackich pełniły natomiast Śródka i Chwaliszewo.
Z drugiej strony wydane przez rejencję poznańską 6 kwietnia 1847 rozporządzenie, które uznało dla lewobrzeżnego Poznania za obowiązujący Najwyższego Regulaminu Promieniowego z 10 września 1828 zahamowało rozwój przedmieść. Regulamin ten wydzielał trzy strefy-promienie:
- odległą na 800 kroków, w której można jedynie wznosić budynki prowizoryczne, wyłącznie z materiałów łatwopalnych takie jak altany i szopy
- odległą pomiędzy 800 a 1300 kroków w której można wznosić budynki z muru pruskiego do wysokości dwóch pięter
- odległą na 1300-1800 kroków bez ograniczeń dotyczących sposobu wznoszenia budowli.

We wszystkich strefach władze wojskowe mogły jednak zakazać budowy aby przeciwdziałać powstawaniu nowych osiedli. Reasumując, wokół miasta powstał pierścień o szerokości ok. 1 km, w którym poważnie ograniczono jakiekolwiek inwestycje budowlane.

## Ustrój miasta
Początkowo władze pruskie wróciły do systemu istniejącego w okresie Prus Południowych łącząc go z centralistycznym systemem napoleońskim. Na czele miasta ponownie postawiono dyrektora magistratu, który łączył funkcję burmistrza i szefa policji. Urzędnik ten mianowany był przez pruskie władze państwowe (od 1809 byli to trzej Niemcy: Hasforth, Czarnkowski, Brown z czego dwóch pierwszych odwołano z powodu nieudolności). Praktyczne pozbawienie miasta samorządu, jak wynika z oświadczeń samych pruskich urzędników, wynikało z obawy przed przejęciem władzy w mieście przez polską większość. W 1825 roku dokonano jedynie drobnej zmiany zmieniając tytuł dyrektora magistratu na nadburmistrza (pierwszym nadburmistrzem był Ludwig Tatzler, zastąpiony po swojej śmierci w 1831 przez Karla Behma). Powodowało to nikłe zainteresowanie wyborami. Przykładowo w 1820 roku, z 1700 mężczyzn uprawnionych do głosowania udział w wyborach wzięło 83 z czego jedna czwarta nie umiało się podpisać. Frekwencje były tak niskie, że niekiedy policja doprowadzała mieszczan do lokali wyborczych. W tym okresie większość w radzie stanowili Polacy, a przewodniczył jej Kazimierz Stefański. Jedynym organem rady, który miał pozytywny wpływ na miasto była złożona z czterech Polaków i jednego Niemca komisja szkolna, która dbała o systematyczne podnoszenie poziomu kształcenia na wszystkich poziomach edukacji podległej miastu. Dominacja Polaków w radzie zaczęła po pewnym czasie budzić niepokój władz. Duży wysiłek organizacyjny aparatu urzędniczego sprawił, że po kolejnych wyborach większość w radzie zdobyli Niemcy, jednak dwóch pierwszych niemieckich przewodniczących okazało się tak nieudolnymi na tym stanowisku, że rada powierzyła je polskiemu kupcowi Felicjanowi Sypniewskiemu.
Dopiero wybuch powstania listopadowego i jednoczesna epidemia cholery, które wywołały zaognienie sytuacji w mieście wymusiły na władzach dokonanie reformy. 6 lutego 1832 wprowadzono nowy statut oparty na Zrewidowanym Porządku Miejskim (Reviedierte Städte-Ordnung) z 17 marca 1831. Wprowadziła ona wybory 24 radnych, którzy mieli prawo wybrać kandydata na nadburmistrza. Ten ostatni musiał być jednak zaakceptowany przez pruskie władze. Jednocześnie rozdzielono urzędy nadburmistrza i szefa policji.
W Zrewidowanym Porządku Miejskim wyraźnie zaakcentowano kwestię cenzusu majątkowego. Ludzi zamieszkujących miasto podzielono na dwie grupy: obywateli (Bürger) i ludzi podległych prawu miejskiemu (Schutzverwandte). Czynne prawo wyborcze otrzymały osoby posiadające nieruchomość o wartości od 300 do 2000 talarów lub rocznych przychodach przekraczające od 200 do 600 talarów (w zależności od miasta). Bierne prawo wyborcze gwarantowała natomiast posiadłość wyceniona na 1 do 12 tys. talarów, lub roczny przychód od 200 do 1200 talarów.
Nadprezydent Wielkiego Księstwa Eduard Heinrich Flottwell obawiając się zbyt dużego wpływu Polaków na samorząd o znacznie szerszych kompetencjach wymógł wyższe stawki niż to wynikało z wielkości miasta. Czynne prawo przysługiwało osobom o posiadłości wycenianej na 1000 talarów lub rocznych przychodzie 500 talarów, zaś bierne posiadaczom majątku w wysokości 4 tys. talarów lub rocznym dochodzie 1 tys. talarów. W wyniku tego zabiegu z 26 745 obywateli bierne czynne prawo wyborcze uzyskało 748 osób, zaś bierne jedynie 185 osób. Mimo tego zabiegu na 24 miejsc 11 mandatów uzyskali polscy mieszczanie. Rada też miała po raz pierwszy od dłuższego czasu wybrać nadburmistrza. Został nim dotychczasowy nadburmistrz Karl Behm, który po swojej śmierci w 1835 został zastąpiony przez liberała Eugena Naumanna.
Osobną kwestię stanowił udział ludności żydowskiej we władzach miejskich. Formalnie decyzja w tej sprawie należała do rady miejskiej złożonej wyłącznie z chrześcijan. Flottwell chcący pozyskać Żydów dla umocnienia niemieckiej kontroli nad miastem usiłował wymóc na radzie dopuszczenie osób wyznania mojżeszowego do samorządu. Znając obawy rajców, że majętni kupcy żydowscy zdominują radę, Flottwell podwyższył próg biernego prawa majątkowego dla niechrześcijan do 6 tysięcy talarów. Mimo to rada swego stanowiska nie zmieniła. Problem rozwiązał się z momentem naturalizacji znacznej części bogatych Żydów.
Zdymisjonowanie Flottwella w 1831 sprawiło, że kurs antypolski nieco zelżał. Dzięki temu rada miasta w 1843, pomimo niemieckiej większości, wybrała przewodniczącym polskiego prawnika Franciszka Ogrodowicza. W 1844 odbyły się zaś kolejne wybory, w których przewagę zdobyli polscy rajcy. Ogrodowicz ponownie został przewodniczącym rady, zaś jego zastępcą został Karol Marcinkowski. Rada w tym składzie chciała wymóc na władzach uchwałę pozwalającą piastować urzędy miejskie jedynie osobom władającym płynnie zarówno językiem niemieckim, jak i polskim. Władze centralne prawo to zablokowały mobilizując jednocześnie niemiecką społeczność przy okazji następnych wyborów. Nie bez znaczenia był fakt, że w 1845 roku dwóch żydowskich kupców zostało zastępcami rajców, zaś już w 1846 pełnoprawnymi rajcami. Obaj rajcy wyznania mojżeszowego wstąpili do stronnictwa niemieckiego sprawiając, że to ona uzyskała większość w radzie, którą utrzymała aż do 1918 roku.

## Finanse miejskie
Nowe władze miasta stanęły w 1815 r. przed poważnym problemem finansowym. Epoka wojen napoleońskich przyniosła zadłużenie w wysokości 169 732 talarów i 11 srebrnych gorszy. Do tego dochodziła dewastacja infrastruktury, braki mieszkaniowe dla kadry urzędniczej oraz lista niezbędnych dla funkcjonowania miasta inwestycji. W tym czasie wpływy do budżetu kształtowały się natomiast na poziomie 21 073 tal. 15 sgr. 5 fen. w 1816 roku i 21 749 tal. 9 sgr. i 3 fen. w roku następnym. Pieniądze te pokrywały jedynie pensje urzędnicze oraz niektóre wydatki na opiekę społeczną.
Pierwszym krokiem władz pruskich mającym załatać ten deficyt było zwiększenie powinności chłopów zamieszkujących miejskie wsie (głównie robociznę). Spotkało się to ze sprzeciwem chłopów, którzy wnieśli skargę na magistrat do sądu. Wynik procesu nie jest nam dziś znany, ale najprawdopodobniej wygrało go miasto, co jednak nie przyniosło dużych wpływów do kasy.
Rządowe subwencje w Królestwie Pruskim miasta otrzymywały tylko w wyjątkowych sytuacjach. Poznań otrzymał je dwukrotnie: w 1818 i 1828 roku w wysokości odpowiednio 24 tys. i 43 tys. talarów. Kwoty te jednak przeznaczone były na konkretne cele: budowę mieszkań dla urzędników sprowadzanych z głębi Prus oraz koszary dla garnizonu.
Ostatnim sposobem były podatki. Jeszcze w latach 1816–1817 odnowiono istniejące w I Rzeczypospolitej opłaty mostowe i cła. Wprowadzono także ściągane od właścicieli nieruchomości opłaty na oświetlenie ulic i brukowe, czyli przeznaczone na utrzymanie ulic miejskich w należytym stanie. Odpowiedzią na protesty mieszkańców było nakładanie opłat czterokrotnie wyższych na osoby zalegające z należnościami. W prowadzono w 1822 roku także pierwszy nowoczesny podatek gminny. Był to dodatek w wysokości 40–50% (kwotę każdorazowo ustalało miasto w zależności od potrzeb) do państwowego podatku od rzezi i mlewa. Następnie wprowadzano kolejne podatki pośrednie (np. od czynszu mieszkaniowego), a od 1844 roku również bezpośrednie.

## Gospodarka
Lata wojen napoleońskich i późniejsza stagnacja doprowadziły do regresji w rozwoju miejskiej gospodarki. Upadły wszystkie oświeceniowe manufaktury. Powstawały co prawda niewielkie fabryczki, jednak zwykle po kilku latach, lub nawet miesiącach upadały ze względu na wysokie podatki i konkurencje produktów z innych, lepiej rozwiniętych prowincji pruskich. Co więcej, w Wielkopolsce istniały jeszcze pozostałości systemu feudalnego. Sprawiło to, że brak było w prowincji wykwalifikowanej kadry inżynierskiej, a jedyne osoby posiadające kapitał, czyli ziemiaństwo nie upatrywało w przemyśle potencjalnego źródła dochodów. W tej sytuacji jedyną gałęzią przemysłu, która mogła się dość dobrze rozwijać, było przetwórstwo spożywcze. W I poł. XIX w. w tej gałęzi zatrudnionych było 60% robotników, a działało w niej 75% istniejących przedsiębiorstw.
W przemyśle spożywczym największą rolę odgrywało gorzelnictwo, piwowarstwo oraz młynarstwo zbożowe. W zakresie produkcji wódek co prawda również zaznaczył się regres, jednak już w 1816 swoją gorzelnię uruchomił J. Prochownik, a w jego ślady poszli następnie Alport (w 1820), Leopold Kantorowicz (w 1823), Leopold Schellenberg (w 1836) i Adolf Morall w (1844). Podobnie sytuacja wyglądała w browarnictwie, gdzie po załamaniu spowodowanym konkurencją piw śląskich, brandenburskich i bawarskich, doszło do koncentracji wielkopolskiego przemysłu piwowarskiego. Przy wzroście liczby produkowanego piwa, zmalała liczba browarów. Do identycznej koncentracji doszło na rynku przemiału zboża, zwłaszcza że w latach czterdziestych powstały pierwsze młyny parowe.
Szybko rozwijał się także przemysł tytoniowy. O ile przed 1830 palenie tytoniu było rzadkością, rozpowszechnioną głównie wśród Niemców, to w następnych latach znacznie się rozpowszechniło. Miało to związek, zgodnie z przekazem Marcelego Mottego, z epidemią cholery w 1831 i poglądem lekarzy, że dym tytoniowy oczyszcza powietrze. Zniesiono wówczas zakaz palenia w miejscach publicznych. W 1846 istniało dziewięć zakładów zatrudniających 54 robotników.
W 3. dekadzie XIX w. najszybciej rozwijał się jednak przemysł poligraficzny. Księgarnię pojezuicką przejął berlińczyk Georg Decker, który kierowanie nią przekazał swoim krewnym – rodzinie Rosenstielów. W 1838, zgodnie z przekazem M. Mottego, powstała w Poznaniu najstarsza polska drukarnia „Nowa” założona przez Józefa Łukaszewicza i Antoniego Polińskiego. W 1838 powstała również drukarnia Walentego Stefańskiego. W 1839 swoją drukarnię założył Jan Konstanty Żupański, a w 1842 Napoleon Kamieński wraz z Jędrzejem Moraczewskim i Karolem Libeltem. W latach 1841–1846 działał również najbardziej zaawansowany technicznie instytut litograficzny Wiktora Kurantowskiego. W 1845 wprowadzono po raz pierwszy w poznańskiej drukarni oświetlenie gazowe, a w 1847 prasę pośpieszną.
Ostatnią ze znaczących gałęzi gospodarki był przemysł mineralny. W 1822 istniały tylko trzy cegielnie. W związku z rozpoczęciem w 1828 prac nad Twierdzą Poznań powstały kolejne zakłady, które jednak szybko upadały. Jednak zapotrzebowanie na materiały budowlane sprawiło, że w latach 1835–1843 liczba cegielni wzrosła z 22 do 32, a produkcja cegieł z 6 mln sztuk do ok. 20 mln.
Lata wojennej zawieruchy wpłynęły również negatywnie na handel. Nowe granice z 1815 zmieniły także kierunek handlu. Pomimo wysiłków polskich kupców handel z Kongresówką został poważnie zredukowany. Początkowo ograniczona była również wymiana handlowa z innymi prowincjami Prus na wschód od Łaby. Ograniczenia celne zniosła jednak ustawa z 26 maja 1818, a w 1834 utworzono Niemiecki Związek Celny, pod przewodnictwem pruskim, regulujący handel z innymi państwami niemieckimi.
Początkowo handel polegał głównie na imporcie produktów przemysłowych z innych prowincji, a także pewnej ilości produktów luksusowych przez domy towarowe w Berlinie, a także z imperium brytyjskiego poprzez porty w Hamburgu i Szczecinie. Ze względu jednak na zapaść gospodarczą Wielkopolski, a co za tym idzie mały popyt, był to import ograniczony.
Sytuacja zmieniła się w 1835 roku, gdy zaczęto odczuwać skutki działania Związku Celnego, oraz poprawy dróg łączących Wielkopolskę przede wszystkim z Berlinem i Śląskiem. Poznań skupił wówczas większość handlu hurtowego koncentrującego się dotychczas w Lesznie i Skwierzynie.
Podźwignął się w tym okresie rynek handlu wielkopolskim zbożem, a od 1837 Poznań zaczął organizować targi wełniane (początkowo dwa razy w roku, a od 1843 raz). Obroty tym surowcem postawiły Poznań na piątym miejscu wśród Pruskich miast handlujących tym surowcem.
Rynek handlu winem, przez I poł. XIX w. był stabilny, trunki sprowadzano głównie z Węgier, Francji, Hiszpanii i Nadrenii, jednak w połowie lat 40. popyt zaczął maleć ze względu na konkurencję lokalnego przemysłu gorzelnianego i wzrost konsumpcji wódki.
Handel drewnem zajmował wówczas dość ważną pozycję. Co prawda większość towaru zużywali lokalni nabywcy, ale mimo to ważnymi odbiorcami były także Berlin i inne miasta Brandenburgii oraz stocznie Anglii i Francji, które zamawiały głównie sośninę i dębinę.
Wśród lokalnych sklepikarzy dominowała głównie ludność żydowska i niemiecka. Zajmowała się ona głównie winem i korzeniami, przy czym Żydzi stanowili tu grupę najaktywniejszą. Dominacja ta sprawiła, że w 1821 z inicjatywy polskich kupców powstało Towarzystwo ku Wspieraniu Zubożałych Sług Handlowych, skupiające kupców chrześcijańskich, w tym Niemców, a mające początkowo na celu przezwyciężenie trudności w utrzymaniu się zrzeszonych przedsiębiorców na rynku, a w dalszych latach, lepsze przygotowanie do zawodu. W 1846 powstała przy towarzystwie Wieczorowa Szkoła Handlowa. Należy zaznaczyć, że nie liczono wówczas do grupy sklepikarzy przekupniów i kramarzy zaopatrujących ludność w podstawowe towary.
Pierwsze niemieckie towarzystwo gospodarcze powstało 28 grudnia 1844. było to Centralne Towarzystwo Rolnicze, które według statutu miało działać w kierunku podwyższenia produkcji rolnej przez wprowadzanie nowości technicznych do dużych i małych gospodarstw. Rok później powstało Handelssaal. Było to towarzystwo organizujące giełdy w celu ułatwienia handlu, głównie płodami rolnymi.
Ważnym ośrodkiem polskiego życia gospodarczego stał się otwarty 8 grudnia 1841 roku Hotel Bazar. Pomysłodawcami tego przedsięwzięcia byli Stanisław Powelski, Karol Marcinkowski i Antoni Krzyżanowski, którzy doprowadzili 26 czerwca 1838 do powołania Spółki akcyjnej Bazar pod kierownictwem Powelskiego, a następnie Marcinkowskiego. Znamiennym jest, że do tej mieszczańsko-inteligenckiej inicjatywy przystąpiło wielu zamożnych ziemian takich jak Maciej Mielżyński, Dezydery Chłapowski, Gustaw Potworowski, Józef Łubieński oraz Adam Żółtowski. W parterze tego hotelu znajdowało się kilkanaście lokali dzierżawionych wyłącznie przez Polaków. To tu swój początek miał sklep i warsztaty Hipolita Cegielskiego, które z czasem przekształciły się w duże zakłady.

## Rozwój infrastruktury miasta
Ważnym czynnikiem wpływającym na rozwój handlu i przemysłu było wzmocnienie roli Poznania jako węzła drogowego. W 1817 władze określiły „główne drogi transportowe” łączące Poznań z Frankfurtem nad Odrą (prowadząca dalej do Berlina), Legnicą, Wrocławiem, Kaliszem oraz Skokami i Strzałkowem (prowadząca dalej do Warszawy). Podobnie jak w całych Prusach, na początku XIX wieku były to drogi bite, nie niwelowane, co wiązało się z licznymi ostrymi podjazdami i spadkami, wąskie, a wskutek przemarszów armii podczas wojen napoleońskich dodatkowo porozjeżdżane. W kwietniu 1817, po wyznaczeniu najważniejszych dróg, wydano ogólny „Plan budowy szos w Królestwie Pruskim”. W rejencji poznańskiej przystąpiono do prac jednak dopiero w grudniu 1823, gdy rozpoczęto prace nad szosą do Wrocławia. Następnie rozpoczęto budowę szosy do Frankfurtu, którą w 1834 doprowadzono do granicy rejencji, a w listopadzie 1835 do Kostrzyna, gdzie łączyła się z szosą Berlin–Gorzów Wielkopolski–Piła–Bydgoszcz–Królewiec. W 1826 przystąpiono również do budowy drogi Poznań–Komorniki–Głuchowo–Śmigiel–Leszno–Wschowa–Szlichtyngowa i dalej do Głogowa.
Jednocześnie z budową szos w mieście postępowały prace fortyfikacyjne, które wymuszały, poprzez bramy, miejsca wyjścia tych głównych dróg, zwanych szosami państwowymi. Trasy na Berlin oraz Głogów i Wrocław opuszczały Poznań przez Bramę Berlińską, zlokalizowaną w przedłużeniu Świętego Marcina. Zmiana dotyczyła właśnie dróg prowadzących na południe. Niegdyś opuszczały one miasto przez Bramę Wrocławską, znajdującą się przy skrzyżowaniu dzisiejszych ulic Wrocławskiej i Podgórnej, rozebraną w 1816.
Ważną rolę w zabezpieczeniu struktury miasta miała pruska ustawa z 5 stycznia 1836, która utworzyła jedno towarzystwo ubezpieczeń przeciwpożarowych dla miast i wsi. Podzieliła ona również budynki miejskie i wiejskie na osiem klas w zależności od ich konstrukcji i użytych materiałów. Najbardziej zagrożone budynki podlegały przymusowemu ubezpieczeniu. W 1840 powstała w Poznaniu Ochotnicza Straż Ogniowa; w 1844 istniały już jej cztery kompanie, zaś mieszczan zobowiązano do pomocy w gaszeniu pożarów.

## Transport
W 1815 roku powołano w Poznaniu główny urząd pocztowy obsługujący wówczas dziesięć linii dyliżansów oraz cztery konnych gońców. W sumie w tygodniu miasto opuszczało i docierało do niego 18 dyliżansów i ośmiu gońców. W liczbie tej znajdował się dyliżans pospieszny (tzw. „skorochod”) do Berlina, który pokonywał dzielący dwa miasta dystans w 26 godzin.
Poza regularnymi połączeniami istniała tzw. „ekstrapoczta”. Były to nieregularne, dość kosztowne połączenia dyliżansowe, które docierały głównie do Królestwa Polskiego oraz miast Europy Zachodniej.
Sieć ta rozwijana była z roku na rok. W 1842 roku dyliżansy przewiozły 28 tys. osób na liniach regularnych i ok. 3 tys. ekstrapocztą.
W latach 30. XIX wieku zrodził się pomysł doprowadzenia do Poznania linii kolejowej. Miała to być trasa łącząca miasto z Frankfurtem nad Odrą, który posiadał już połączenie z Berlinem. Komitet budowy kolei wyłoniono z deputowanych na Sejm Wielkiego Księstwa Poznańskiego. W związku ze składem tego parlamentu prowincjonalnego w jego komitecie przeważali Polacy. Komitet dążył do tego, by kolej powstała głównie siłami Polaków. Z tej przyczyny przygotowanie planów powierzono inż. Janowi Netrebskiemu. Polski charakter przedsięwzięcia sprawił też, że wielu ziemian, przez których tereny miała przebiegać kolej, było gotowych odstąpić ziemię po bardzo niskich cenach lub bezpłatnie. Do projektu przychylnie doniosły się również pruskie władze miejskie. Reprezentujący w komitecie Poznań nadburmistrz Eugen Naumann zaoferował jako wkład 100 tys. talarów.
Idea budowy kolei została jednak odrzucona przez władze w Berlinie. Z jednej strony nieprzychylnie spoglądano na zaangażowanie się w projekt dużej liczby Polaków sprawujących de facto kontrolę nad komitetem, z drugiej władze wojskowe obawiały się, że powstanie trasy kolejowej łączącej położony blisko rosyjskiej granicy Poznań z Berlinem w razie wojny ułatwi Rosjanom marsz w kierunku stolicy Prus. Ta sytuacja sprawiła, że przez kolejne lata Poznań pozostawał bez połączenia kolejowego. Dopiero 4 marca 1846 władze centralne zezwoliły na budowę Kolei Stargardzko-Poznańskiej (Stargard otrzymał połączenie w tym samym roku, było to odgałęzienie powstałej w 1842 linii Berlin – Szczecin). Koncesję otrzymało jednak nie poznańskie towarzystwo, ale szczecińskie Stargard-Posener Eisenbahn Gesellschaft (Towarzystwo Kolei Stargardzko-Poznańskiej), w którym udziałowcami większościowymi byli kupcy ze Szczecina i Berlina. Pierwsze połączenie kolejowe do Poznania ruszyło 10 sierpnia 1848 roku, zaś pierwszy dworzec zlokalizowano na przedmieściu Jeżyce (teren dzisiejszej zajezdni tramwajowej przy Gajowej).

## Ludność
W momencie wkroczenia do miasta wojsk Pruskich Poznań liczył 18,2 tys. mieszkańców i 2175 domów. Zaś ustanowiony w mieście garnizon 5793 żołnierzy i oficerów. W końcu 1816 roku pruski spis stwierdził 23,8 tys. stałych mieszkańców. Jednak podobna konkrypcja przeprowadzona w grudniu 1817 roku wykazała spadek ludności o 1236 osób. Wiąże się to z opuszczeniem miasta przez część ludności wskutek klęski nieurodzaju i wiążącego się z nią głodu, który w 1816 nawiedził Wielkopolskę. W kolejnych latach nastąpił przyrost liczby ludności w granicach ok. 280-720 mieszkańców rocznie (są to liczby przybliżone wskutek metody przeprowadzania spisów, dokładniejsze dane pojawiły się dopiero po 1820 roku, gdy wprowadzono nową metodę ewidencji dla potrzeb podatkowych).
W latach 1822–1824 średni przyrost wynosił 446 osób, zaś w latach 1825–1828 617. Należy przy tym zaznaczyć, że w latach 1827–1829 nastąpiła w Wielkim Księstwie klęska głodu, zaś w 1828-1834 Poznań trapiło wysokie bezrobocie związane z upadkiem handlu.
W 1828 ruszyły prace związane z budową Twierdzy. Wzrosło wówczas zapotrzebowanie na siłę roboczą, jednak w kolejnych latach przyrost wahał się w okolicach ok. 400 osób/rocznie. Wynikało to z ucieczki ludności do Królestwa Kongresowego w okresie powstania listopadowego oraz przywleczoną z Rosji epidemią cholery z 1831 roku (trwała ona z przerwami do 1873 roku), w okresie tym jednak o 1/3 wzrosła liczebność Poznańskiego garnizonu (z 2023 osób w 1828 do 3133 w 1831). W wyniku prac budowlanych przy twierdzy bezrobocie wśród dotychczasowych obywateli nie spadło, gdyż sprowadzono w tym celu z głębi Prus aż 3 tys. robotników. Osoby te w przeważającej liczbie po zakończeniu prac osiedliły się jednak w Poznaniu. Niepokoje w latach 1846 i 1848 zmniejszyły ponownie dynamikę przyrostu ludności.
Jeśli idzie o strukturę wyznaniową, to w 1816 roku katolicy stanowili ok. 60% ludności (byli to niemal wyłącznie osoby wyznania rzymskokatolickiego, udział grekokatolików nie przekroczył nigdy 0,3% ludności). W kolejnych latach liczebność katolików nie zmieniała się aż do 1830 utrzymywała sina stałym poziomie pomiędzy 12,1–31,6 tys. (w zależności od źródła). Z drugiej strony gwałtownie w tym okresie wzrastała liczba ewangelików (nazwa używana przez władze pruskie na wszystkich protestantów od 1817 roku, znaczącą większość stanowiły osoby wyznania ewangelicko-augsburskiego) wzrastając z 19,8% w 1816 roku do szczytowego 1828 roku, gdy stanowili 27,7% ludności (w tym roku katolicy stanowili 50,3% cywilnej ludności miasta). Należy przy tym zaznaczyć, że o ile niemal wszyscy protestanci byli narodowości niemieckiej, to wśród katolików w 1831 roku 1678 również było Niemcami.
W kolejnych latach rozwój ludności miasta nakierowany był głównie na pozyskiwanie osadników z głębi Niemiec. Największym wkład miał w tym nadprezydent Wielkiego Księstwa Eduard Heinrich Flottwell. Podczas jego rządów, w latach 1831–1834 liczba protestantów wzrosła o 2500 osób, podczas gdy katolików o 1600 osób, trend ten odwrócił się jednak w latach 1834–1840. Podczas rządów Flottwella spisy były jednak mało miarodajne. Z jednej strony mieszkańcy starali nie ujawniać swej dyskryminowanej narodowości czy wyznania, z drugiej pytania spisu formułowano w sposób dający możliwość ukrycia przed władzami centralnymi rzeczywistych stosunków ludnościowych (przykładowo kryterium zaliczającym osobę do narodowości niemieckiej była znajomość języka niemieckiego).
Osobną grupę stanowili Żydzi. Ustawa z 1833 dotycząca naturalizacji osób wyznania mojżeszowego stawiał dwa warunki do naturalizacji: odpowiednie wykształcenie lub majątek oraz posługiwanie się językiem niemieckim w życiu publicznym. Sprawiło to, że z upływem czasu poznańskich Żydów zaczęto zaliczać do ludności niemieckiej.

## Kultura i nauka
Od 1815 głównym ośrodkiem życia kulturalnego i artystycznego miasta stał się dwór księcia namiestnika Antoniego Henryka Radziwiłła i jego żony Ludwiki Hohenzollern. Gościł on takich artystów jak Fryderyk Chopin, Niccolò Paganini czy Karol Lipiński. Dwór organizował również bale, w tym największy z 1816 roku z okazji wizyty w Poznaniu Fryderyka Wilhelma III. W późniejszym okresie znaczenie zdobyły salony rodzeństw: Jędrzeja i Bibianny Moraczewskich, Antoniego i Julii Woykowskiej oraz Edwarda i Anieli Dembowskich. Wśród ich gości znajdowały się takie osoby jak Karol Libelt, Ryszard Berwiński i Narcyza Żmichowska.
W latach 40. XX wieku Hotel Bazar stał się ośrodkiem życia społecznego. To w budynku Hotelu, jeszcze przed jego otwarciem, 28 września 1841 roku odbyło się zebranie założycielskie Towarzystwa Naukowej Pomocy dla Młodzieży Wielkiego Księstwa Poznańskiego, do zarządu którego weszło pięciu wielkopolskich inteligentów: Karol Marcinkowski, Karol Libelt, Jędrzej Moraczewski, Jan Jabczyński, Antoni Popiński oraz pięciu ziemian: Wojciech Lipski, Gustaw Potworowski, Karol Stablewski, Józef Szłudrzyński i Antoni Feliks Kraszewski

## Poznań w okresie powstania listopadowego
Poruszenie w mieście rozpoczęło się jeszcze przed wybuchem powstania listopadowego. Miało ono związek z informacjami docierającymi na temat rewolucji lipcowej we Francji, jak i rewolucji belgijskiej. We wrześniu 1830 pojawiły się plakaty i ulotki krytykujące króla i aparat administracyjny. Niektóre z nich zawierały także element nacjonalistyczny.
Na wieść o wybuchu powstania w Warszawie pruskie władze bojąc się rozszerzenia walk na zabór pruski wprowadziły ścisłą blokadę granicy wysyłając na granicę cztery korpusy. Sztab tej armii rozlokował się w Poznaniu. Od lutego 1831 dowodził nim August von Gneisenau (który zmarł w Poznaniu na cholerę 23 sierpnia 1831), zaś szefem jego sztabu został Karl von Clausewitz.
Mimo ścisłego kordonu przez granicę Królestwa Polskiego przedarło się około 3000 Polaków z Wielkiego Księstwa. W liczbie tej 10% stanowili poznaniacy. W tej około 300 osobowej grupie (271 znamy z nazwiska) było co najmniej 33 gimnazjalistów, 90 rzemieślników, głównie terminatorów i czeladników, 30 parobków i służących, 5 kupców i subiektów, 11 robotników, 6 kucharzy i jeden kataryniarz, a także urzędnicy i przedstawiciele wolnych zawodów. Były wśród nich takie osoby jak Karol Marcinkowski, który w powstaniu służąc najpierw jako kawalerzysta, a następnie lekarz dosłużył się stopnia kapitana, oraz Karol Libelt, który walcząc jako artylerzysta dosłużył się podporucznika. Obaj zostali odznaczeni Virtuti Militari. Należy wspomnieć także, że Wielkopolanie utworzyli w powstańczym wojsku własny Pułk Ułanów Poznańskich.
W okresie powstania władze chcąc wzbudzić strach wśród osób przychylnych powstaniu wzniosły na ul. Fryderykowskiej (ob. ul. 23 Lutego) szubienicę na której powieszono portrety znamienitszych mieszczan o których wiedziano, że biorą udział w powstańczym zrywie.
Po zakończeniu walk na wracających mieszczan oczekiwały represje w postaci aresztowań, konfiskaty majątku i przymusowej służby w armii pruskiej.

## Powstanie 1846 roku
Po upadku powstania listopadowego pierwsza nowa organizacja konspiracyjna powstała w Poznaniu już najprawdopodobniej w 1833 roku, a jej założycielami byli kupiec Antoni Rose oraz piwowar Stanisław Kolanowski. Zajmowali się oni gromadzeniem funduszy na działalność patriotyczną oraz przemytem prac emigracyjnych. W tym samym czasie swą działalność w mieście rozwijał ks. Michał Wieruszewski organizujący ruch karbonariuszy. Został on jednak aresztowany już w październiku 1834, zaś jego proces w 1838 zakończył się wyrokiem 18 lat więzienia.
W 1839 do miasta przybył Walerian Breański – emisariusz Towarzystwa Demokratycznego Polskiego. Uzyskał on tu poparcie między innymi Karola Libelta, który stanął na czele Komitetu Poznańskiego, mającego we zamierzeniu TDP koordynować wszystkie organizacje spiskowe na terenie kraju. Libelt jako zwolennik zmian demokratycznych na drodze ewolucji, a nie krwawej rewolucji dość ściśle współpracował z ruchem organiczników kierowanym przez Karola Marcinkowskiego, którego prekursorem był tuż po klęsce Napoleona Dezydery Chłapowski.
Tajny charakter Komitetu oraz umiarkowana postawa Libelta sprawiły, że była to organizacja elitarna, rekrutująca się głównie z ziemian i zamożnych mieszczan. Na bazie oskarżeń o kunktatorstwo w opozycji do Komitetu księgarz Walenty Stefański rozpoczął w 1842 tworzenie własnej, radykalnej organizacji – Związku Plebejuszy związanego ideologicznie z Joachimem Lelewelem oraz Gromadami Ludu Polskiego. Należeli do niej między innymi ślusarz Józef Benedykt Lipiński, werkmistrz młynarski Józef Esman i rolnik z Górczyna Maciej Palacz. Związek znalazł też spore poparcie wśród gimnazjalistów, którzy założyli Związek Wiarusów pod przewodnictwem Maksymiliana Rymarkiewicza. Z czasem dołączyli do Plebejuszy Edward Dembowski, który wpłynął na dalszą radykalizację organizacji, oraz Ryszard Berwiński. Organizacja to stopniowo rozszerzała swoje wpływy obejmując nimi również Pomorze Wschodnie i Górny Śląsk.
W lutym 1845 śledztwo prowadzone przez prezydenta poznańskiej policji Juliusa von Minutoliego doprowadziło do aresztowania członków Związku Wiarusów, a w nocy z 8 na 9 listopada tego samego roku do pojmania wielu członków Związku Plebejuszy ze Stefańskim na czele.
Po aresztowaniach prace nad powstaniem przejął Komitet, który wchłonął rozbite struktury Związku. Na dowódcę zrywu, który miał objąć trzy zabory wyznaczono Ludwika Mierosławskiego, reprezentantem Wielkopolski w Komitecie Ogólnopolskim został Aleksander Guttry, zaś komórki poznańskiej Józef Esman. 24 stycznia 1848 powołano rząd narodowy, mający przejąć władzę nad wyzwolonymi terenami, w którym Poznańskie reprezentował Libelt. Po raz kolejny jednak, na skutek donosu doszło do aresztowań. Pojmano między innymi Libelta i Miersoławskiego. Więźniów osadzono w Forcie Winiary. Przyspieszone z tego powodu powstanie i próba zdobycia cytadeli z 3 marca 1846 zostały szybko stłumione.
Więźniów z Fortu Winiary, oraz pojmanych powstańców przewieziono do Berlina, gdzie osadzono ich w więzieniu na Moabicie. Proces 254 osób rozpoczął się 2 sierpnia 1847 roku, a zakończył wydaniem 117 wyroków skazujących z czego 8 wyroków śmierci w dniu 17 listopada 1847. Uniewinniono 117 osób.
W tym samym okresie, pod Rogoźnem zatrzymano emisariusza Antoniego Babińskiego, który podczas próby ucieczki zastrzelił żandarma. Został on skazany na śmierć przez rozstrzelanie, a wyrok wykonano publicznie na pl. Działowym (dzisiejszy ogródek jordanowski przy ul. Działowej) w Poznaniu. Była to jedyna taka egzekucja publiczna w całym okresie zaborów w mieście.

## Poznań w okresie Wiosny Ludów
Aktywność polityczna w Poznaniu przybrała na sile ponownie pod koniec 1847, gdy do miasta wrócili działacze uniewinnieni podczas procesu moabitczyków. Wśród nich czołową rolę odgrywali Walenty Stefański i Ryszard Berwiński do których dołączył wywodzący się ze spolonizowanej rodziny niemieckiej prawnik Jakub Krotowski-Krauthofer. Jednocześnie do miasta docierały informacje o rewolucji lutowej we Francji.
W marcu 1848 roku polscy działacze rozpoczęli w księgarni Stefańskiego zbierać podpisy pod Adresem do Fryderyka Wilhelma IV z prośbą o przywrócenie wolności Polsce. Tekst adresu zredagował Krauthofer. Przez cały ten okres władze wzmacniały poznański garnizon w obawie przed wybuchem powstania.
Ważną rolę odegrały także informacje o rewolucji austriackiej i dymisji kanclerza Klemensa Metternicha, jednak przełomem okazał się 20 marca 1848 gdy dotarły do Poznania informacje o walkach w Berlinie, zniesieniu cenzury i obietnicy zwołania Połączonych Stanów. Obawiając się walk na ulicach miasta dowodzący garnizonem gen. Christian von Steinäcker oraz prezydent policji Motz wydali odezwę grożąc uczestnikom ewentualnych zamieszek karą chłosty i pół roku więzienia. Tego samego dnia po południu spod Bazaru przez ul. Nową (dziś ul. Paderewskiego) na Stary Rynek ruszył pochód wznoszący patriotyczne okrzyki. Do starć z wojskiem jednak nie doszło, dzięki polskim działaczom, w tym Maciejowi Mielżyńskiemu i Wacławowi Stefańskiemu, którzy przekonali tłum do utworzenia delegacji, którą przyjął naczelny prezes Wielkiego Księstwa Carl Moritz von Beurmann.
Delegacja przedstawiła żądanie wysłania delegacji do króla oraz zgody na używanie polskich barw narodowych. Władze zdezorientowane sytuacją w kraju zgodziły się na wszystkie warunki.
Korzystając z takiego rozwoju sytuacji Polacy powołali jeszcze 20 marca Komitet Narodowy w składzie: Ryszard Berwiński, Jakub Krotowski-Krauthofer, Walenty Stefański, Maciej Mielżyński, Gustaw Potworowski, Kazimierz Jarochowski, ks. Antoni Formholz, ks. Jan Janiszewski, ks. Aleksy Prusinowski oraz Paweł Andrzejewski i Maciej Palacz. Wybrano także delegację mającą dostarczyć petycję żądającą niepodległości dla Polski dla króla. W jej skład weszli abp Leon Przyłuski oraz Jakub Krotowski-Krauthofer i Maciej Palacz. Wieczorem do Poznania dotarły też informacje o zwycięstwie rewolucjonistów w Berlinie.
Zamieszanie sprawiło, że władze pruskie wstrzymywały się z jakąkolwiek działalnością, jedynie magistrat w celu zapewnienia spokoju powołał milicję przemianowaną na Gwardię Obywatelską złożoną z Polaków, Niemców i Żydów. Były to jednak siły bardzo źle uzbrojone, a ponadto złożone często ze statecznych, zamożniejszych i starszych obywateli takich jak Hipolit Cegielski, Antoni Leitgeber czy Józef Łukaszewicz. W tym samym czasie Komitet Narodowy ogłosił odezwę wyrażającą nadzieję na odrodzenie Polski, lecz jednocześnie wzywającą do unikania przelewu krwi.
W tym samym czasie, 20 marca, w Berlinie z więzienia na Moabicie zwolniono powstańców z 1846 roku.
21 marca przy bezczynności władz niemieckich Polacy wywiesili na ratuszu olbrzymią biało-czerwoną flagę. Po południu dowódca pruskiego V Korpusu stacjonującego w Poznaniu, gen. Freidrich August von Colomb wydał rozkaz opanowania miasta. Podczas zajmowania przez pruskich żołnierzy Bazaru zginął służący Chilewski. Następnie otoczono znajdujący się na rynku Pałac Mielżyńskich, gdzie obradował Komitet Narodowy. Następnie wydano pod groźbą użycia siły, nakaz rozejścia się Polaków. Jednak na prośbę Polaków, aby uniknąć rozlewu krwi, von Beurmann zawiesił wykonanie rozkazu.
Sytuacja zmieniła się 22 marca, gdy do miasta dotarła informacja, że poprzedniego dnia władze w Berlinie zniósł obowiązujący w Poznaniu od 1846 stan oblężenia. W tym też dniu, korzystając ze zniesienia cenzury Walenty Stefański rozpoczął wydawanie niezależnego, polskojęzycznego dziennika Gazeta Polska, którego redaktorem naczelnym został Hipolit Cegielski. W tym czasie niemieccy i żydowscy obywatele miasta bądź pozostawali w domu, bądź, liberalnie nastawieni deklarowali solidarność z polskimi współmieszkańcami. W tym duchu, zdominowana przez Niemców i Żydów rada miasta pod przewodnictwem nadburmistrza Eugena Naumanna wyłoniła reprezentację, która pod przewodnictwem nadburmistrza udała się do króla z petycją głoszącą konieczność przyznania niepodległości Wielkiemu Księstwu. Uważa się, że na decyzję tę poza liberalnymi poglądami Naumanna wpłynęły także wieści z prowincji, gdzie rewolucja przybrała formę otwartego powstania narodowego. Pod koniec dnia miejscowi Żydzi zorganizowali wiec na którym poparto polskie dążenia niepodległościowe. Podobnie grupa Niemców, Komitet Adresowy, wydała w podobnym tonie Odezwę Niemców do Polaków i Niemców. W. X. Poznańskiego. Na fali tych wydarzeń Komitet Adresowy zwrócił się do Komitetu Narodowego o przyjęcie Niemieckich i Żydowskich przedstawicieli w skład tego ostatniego. Prośba ta została jednak odrzucona, argumentując tę decyzję celem jakim jest niepodległe państwo polskie. Odmowa ta, zdaniem wielu działaczy, takich jak Ludwik Paweł Sczaniecki, narobiła wiele szkód „robiąc nam przeciwników”.
Z obawy przed narastającym wśród polskiej części społeczeństwa nacjonalizmem Niemcy i Żydzi 22 marca powołali do życie Niemiecki Komitet Narodowy (Deutsches National-Comité) w składzie: czterech urzędników sądowych: Neumann (przewodniczący), Emil Brachvogel, Crousaz, Seger, dyrerktor Szkoły Luizy Karl Wilhelm Barth, jej rektor Eduard Vanselow, lekarze Sigismund Hantke oraz Suttinger, asesor rejencji poznańskiej Elver, a także dwóch kupców: George Treppmacher i Eduard Kaatz oraz stolarz nazwiskiem Poppe. Siedzibą komitetu stała się Szkoła Luizy (Luisenschulle, dziś VII LO), zaś sam komitet zadeklarował, że jego celem jest utrzymanie porządku i wzajemne zrozumienie między narodami.
W tym samym czasie polscy liberałowie skupieni niegdyś wokół zmarłego niedawno Karola Marcinkowskiego zawiązali w wadze miejskiej Klub Polski (będący raczej klubem dyskusyjnym), który podjął współpracę z polskim Komitetem Narodowym.
23 marca przed obliczem Fryderyka Wilhelma IV stanęła delegacja Komitetu Narodowego. Do dziś nie ma pewności jakie dokładnie polecenie od Komitetu otrzymała ta delegacja (w mieście powszechnie sądzono, że chodzi o pełną niepodległość), jednak przed obliczem monarchy dopominano się „zatwierdzenia narodowej organizacji Wielkiego Księstwa Poznańskiego”. Przybycie Polaków wywołało w Berlinie konsternację na tyle dużą, że w nicy z 23 na 24 marca zebrał się rząd Prus aby obradować polskie wnioski. W posiedzeniu tym poza polską delegacja wzięła także udział delegacja rady miasta. Decyzje podjęte na tym posiedzeniu zostały zawarte w patencie królewskim O reorganizacji Wielkiego Księstwa Poznańskiego. Wśród zapewnień zawartych na piśmie, jak i znanych tylko z późniejszych relacji znalazły się: polonizacja administracji i szkolnictwa oraz wycofanie z prowincji armii i zastąpienie jej miejscową Gwardią Narodową. Jeszcze tego samego dnia patent dotarł do Poznania, gdzie został ratyfikowany przez Komitet Narodowy.
27 marca do Poznania wrócił witany jak bohater, zwolniony z Moabitu Karol Libelt, a dzień później Ludwik Mierosławski, którego powrót przekształcił się w manifestację narodową. Obaj zostali włączeni w polskie władze prowincji. Libelt został członkiem Komitetu Narodowego jako przedstawiciel w polsko-niemieckiej Komisji Reorganizacyjnej pod przewodnictwem von Beurmanna, zaś Mierosławski został naczelnikiem Wydziału Wojny.
Podczas prac komisji reorganizacyjnej większość polskich członków przedstawiała umiarkowane żądania szerokiej autonomii, jedynie Libelt i Pantaleon Szuman domagali się całkowitej polonizacji administracji, języka polskiego jako podstawowego języka urzędowego oraz przekształcenia Gwardii Narodowej w Polski Korpus, który miałby przejąć odpowiedzialność za obronę Wielkiego Księstwa.